# Capurodendron ankaranense
Capurodendron ankaranense är en tvåhjärtbladig växtart som beskrevs av Aubrev. Capurodendron ankaranense ingår i släktet Capurodendron och familjen Sapotaceae. Inga underarter finns listade i Catalogue of Life.